# Nickelodeon All-Star Brawl
『Nickelodeon All-Star Brawl』は、LudosityとFair Play Labsが開発しGameMill Entertainmentより2021年10月5日に発売された対戦アクションゲーム。
2022年11月11日にはDLCの内容を含むバージョンの『Nickelodeon All-Star Brawl Ultimate Edition』が発売、日本では『ニコロデオン オールスター大乱闘 アルティメットエディション』のタイトルで3gooより2022年11月24日に発売された。

## 概要
ニコロデオンの各種アニメ作品からキャラクターが登場し、原作をモチーフにした技の数々を用いて戦いを繰り広げるクロスオーバー作品。同じくニコロデオンのキャラクターが登場する対戦アクションゲームは以前より「Super Brawl」のシリーズ名でブラウザゲームおよびモバイルゲームとしてリリースされてきたが、本作は初の家庭用ゲーム機向けソフトとなる。
ゲームシステムは任天堂の大乱闘スマッシュブラザーズシリーズ（以下「スマブラ」と表記）を意識した作りで、相手に攻撃してダメージを蓄積させると吹き飛びやすくなる、相手を場外に落とせば勝利など、共通点が多い。開発元のLudosityは本作以前の2018年にもスマブラ風の対戦アクションゲーム『Slap City』を発表して好評を得たが、その直後にニコロデオンからアプローチがあり、デモ版の開発後に共同開発者のFair Play Labsおよび発売元のGameMill Entertainmentと協力して2020年初頭より制作を開始した。
ゲームモードは、対人対戦モードと1人用アーケードモードがあり、対戦モードのルールとして、スマブラにもあるストック制（最後まで残ったプレイヤーの勝利）とタイム制（制限時間内で獲得ポイントが多いプレイヤーの勝利）のほか、ステージの両端に設置されたゴールにボールを入れることを競うスポーツモードがある。なお、前述の『Slap City』にもスポーツモードと同様の「Slap Ball」というモードが存在する。
2023年11月7日には、続編の『Nickelodeon All-Star Brawl 2』が発売された。

## プレイアブルキャラクター
発売当初の総キャラクター数は20体で、発売後にガーフィールド、シュレッダーの2体が無料DLCとして、ジェニー、ヒュー・ニュートロン、ロッコーの3体が有料DLCとして追加された。また、発売当初はキャラクターに声がついていなかったが、2022年6月7日配信のアップデートで追加された。
以上の要素は、「Ultimate Edition」では初めから追加されている。
| 名前                     | 登場作品                                            | 声優                                                | 備考                               |
| ------------------------ | --------------------------------------------------- | --------------------------------------------------- | ---------------------------------- |
| スポンジ・ボブ           | スポンジ・ボブ                                      | トム・ケニー                                        |                                    |
| パトリック・スター       | スポンジ・ボブ                                      | ビル・ファッガーバッケ                              |                                    |
| サンディ・チークス       | スポンジ・ボブ                                      | キャロリン・ローレンス                              |                                    |
| アン                     | アバター 伝説の少年アン                             | ダスティン・サルデラ                                |                                    |
| トフ・ベイフォン         | アバター 伝説の少年アン                             | ヴィヴィアン・ヴェンサー                            |                                    |
| コーラ                   | レジェンド・オブ・コーラ                            | ジャネット・ヴァーニー                              |                                    |
| リンカーン・ラウド       | ラウド・ハウス                                      | ベントレー・グリフィン                              |                                    |
| ルーシー・ラウド         | ラウド・ハウス                                      | ジェシカ・ディ・シコ                                |                                    |
| レオナルド               | ティーンエイジ・ミュータント ・ニンジャ・タートルズ | カム・クラーク                                      |                                    |
| ミケランジェロ           | ティーンエイジ・ミュータント ・ニンジャ・タートルズ | タウンゼンド・コールマン                            |                                    |
| エイプリル・オニール     | ティーンエイジ・ミュータント ・ニンジャ・タートルズ | アビー・トロット                                    |                                    |
| シュレッダー             | ティーンエイジ・ミュータント ・ニンジャ・タートルズ | ジム・カミングス                                    | 2022年2月3日配信の無料DLCで追加。  |
| レンとスティンピー       | レンとスティンピー                                  | ビリー・ウェスト                                    |                                    |
| コナコナトーストマン     | レンとスティンピー                                  | デビッド・ケイ                                      |                                    |
| ジム                     | インベーダー・ジム                                  | リチャード・ホーヴィッツ                            |                                    |
| キャットドッグ           | キャットドッグ                                      | ジム・カミングス（キャット） トム・ケニー（ドッグ） |                                    |
| レプター                 | ラグラッツ                                          | フレッド・タタショア                                |                                    |
| ナイジェル・ソーンベリー | ワイルド・ソーンベリーズ                            | ジム・メスキメン                                    |                                    |
| ヘルガ・G・パタキ        | ヘイ・アーノルド!                                   | フランチェスカ・マリー・スミス                      |                                    |
| ダニー・ファントム       | ダニー・ファントム                                  | デヴィッド・カウフマン                              |                                    |
| オブリナ                 | ぎゃあ!!!リアル・モンスターズ                       | アレックス・カザレス                                |                                    |
| ガーフィールド           | ガーフィールド                                      | フランク・ウェルカー                                | 2021年12月9日配信の無料DLCで追加。 |
| ジェニー・ウェイクマン   | ジェニーはティーン☆ロボット                         | ジャニス・カワエ                                    | 2022年5月13日配信の有料DLCで追加。 |
| ヒュー・ニュートロン     | ジミー・ニュートロン 僕は天才発明家!                | マーク・デカーロ                                    | 2022年8月5日配信の有料DLCで追加。  |
| ロッコー                 | ロッコーのモダンライフ                              | カルロス・アラズラキ                                | 2022年10月7日配信の有料DLCで追加。 |

## 評価
- The Game Awards 2021（英語版） 「Best Fighting Game」ノミネート[10]
- 第25回D.I.C.E. Awards（英語版） 「Fighting Game of the Year」ノミネート[11]